# Virginia Slims of Utah 1984
Il Virginia Slims of Utah 1984 è stato un torneo di tennis giocato sul cemento. È stata la 3ª edizione del torneo, che fa parte del Virginia Slims World Championship Series 1984. Si è giocato a Salt Lake City negli USA dal 10 al 16 settembre 1984.

## Campionesse

### Singolare
Yvonne Vermaak ha battuto in finale  Terry Holladay con il punteggio di 6–1, 6–2

### Doppio
Anne Minter /  Elizabeth Minter hanno battuto in finale  Heather Crowe /  Robin White con il punteggio di 6–1, 6–2